# Gamarthe
Gamarthe – miejscowość i gmina we Francji, w regionie Nowa Akwitania, w departamencie Pireneje Atlantyckie.
Według danych na rok 1990 gminę zamieszkiwało 105 osób, a gęstość zaludnienia wynosiła 11 osób/km² (wśród 2290 gmin Akwitanii Gamarthe plasuje się na 1071. miejscu pod względem liczby ludności, natomiast pod względem powierzchni na miejscu 1094.).